# Fortifications de Metz
L’histoire des fortifications de Metz, en Lorraine, remonte au IIIe siècle de notre ère, pour se terminer au XXe siècle. Les dernières fortifications sont particulièrement soignées en raison de la position stratégique de cette ville entre la France et l’Allemagne.

## Époque antique

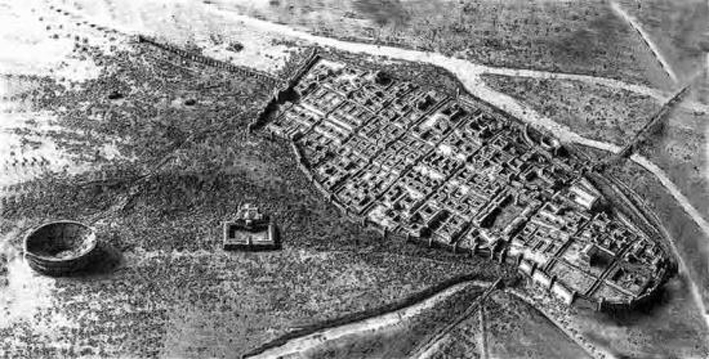
Maquette de la ville romaine

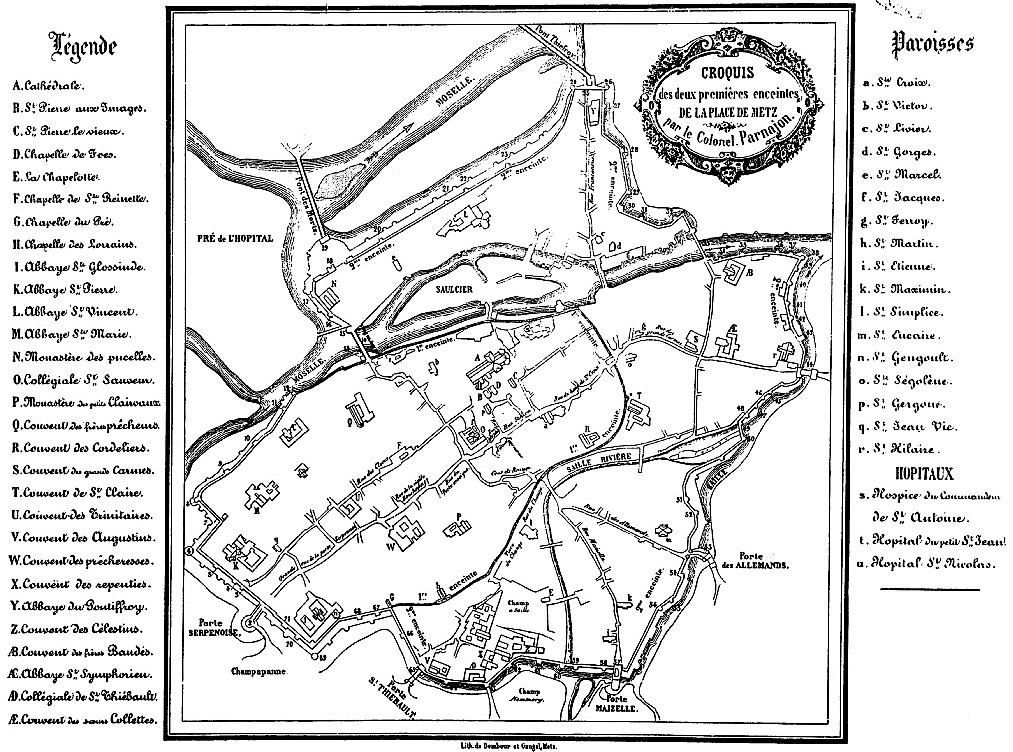
Colonel Firmin-Claude Parnajon
Croquis des deux premières enceintes de la place de Metz
L'Austrasie (1908-1909)

Divodurum est une ville fortifiée depuis l’antiquité. Les Médiomatriques érigèrent un oppidum dominant la Moselle, probablement sur la colline Sainte-Croix. Lorsque les Romains arrivèrent en 52 av. J.-C., ils construisent un poste militaire, qui s’agrandit peu à peu. Aux IIIe et IVe siècles, les édiles de la cité font construire les premiers remparts de pierre, pour faire face aux premiers assauts des barbares. La ville s’entoure d’une enceinte percée de plusieurs portes où sont réemployés des blocs d’architecture et des stèles des monuments romains. La ville ainsi enclose n’avait plus qu’une longueur de 1 200 m et une largeur de 600 m et sa superficie était ramenée à 70 ha. À la chute de l’Empire romain, les fortifications tombent en ruine ou sont intégrées à l’habitat urbain. Les maisons à arcades de la place Saint-Louis ou l’église Saint-Martin sont construites sur les fondations du rempart romain.

## Époque médiévale

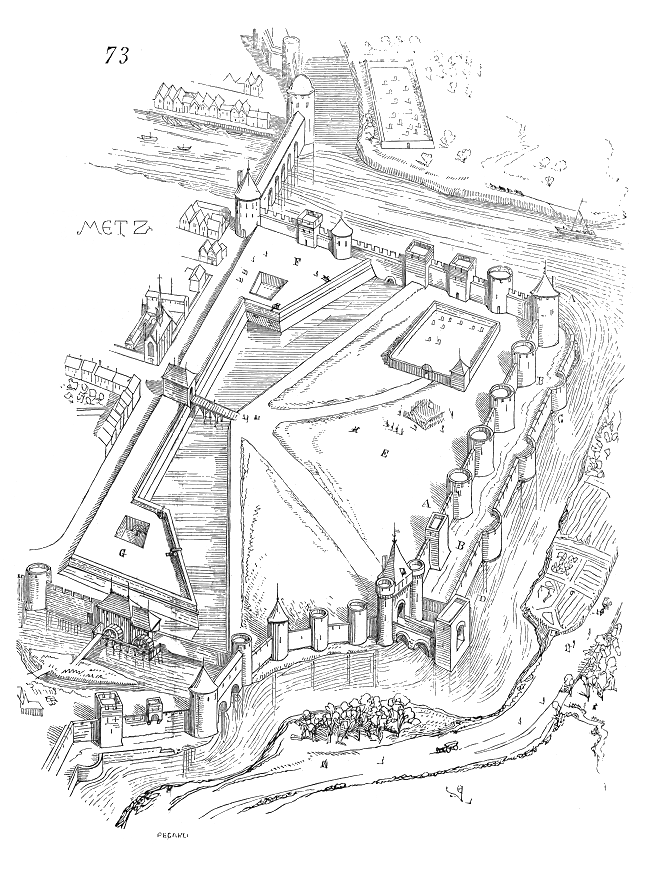
Fortification de la porte Sainte-Barbe

Aux IXe et Xe siècles, les fortifications de la cité sont renforcées, notamment par l’évêque Robert. Les remparts sont renforcés une première fois vers 1235. L’enceinte, de plus de 6 000 mètres de long, compte alors pas moins de trente-huit tours carrées ou rondes. La plupart portent le nom des corporations chargées de leur entretien. Une partie de cette enceinte est toujours visible le long de la Seille. En 1324, l’enceinte compte plus de dix-huit portes ou poternes : la porte Serpenoise, la porte Saint-Thiébaut, la porte en Chandellerue, la porte des Repenties, la poterne Saint-Nicolas, la porte Mazelle (à Maizelle), la porte des Allemands, la porte Sainte-Barbe, la porte du pont Dame-Colette, la porte du Haut-Champé, la porte de France, du Pont Rémond (ou Renmont) de la Saux-en-Rhimport, de Chambière, de l’Hôtel-lambert, d’Outre-seille, du Pontiffroy, du pont des Morts, d’Anglemur et de Patar. L’enceinte médiévale est renforcée une seconde fois vers 1445, comme le rappelle la porte des Allemands.

## Époque moderne

Les fortifications bastionnées de la ville de Metz, en 1645.

Du XVIe au XVIIIe siècle, les fortifications de la ville de Metz connaîtront plusieurs remaniements, qui transformeront radicalement la ville fortifiée médiévale en une véritable place forte moderne, adaptée à l’artillerie et aux nouvelles techniques de siège. Metz devient une place forte au XVIe siècle, avec la construction de la citadelle, peu après le siège de Charles Quint de 1552. Le magasin aux vivres, construit en 1559, fait partie intégrante de la citadelle militaire et témoigne de l’organisation rationnelle de l’intendance des garnisons militaires sous l’Ancien Régime.

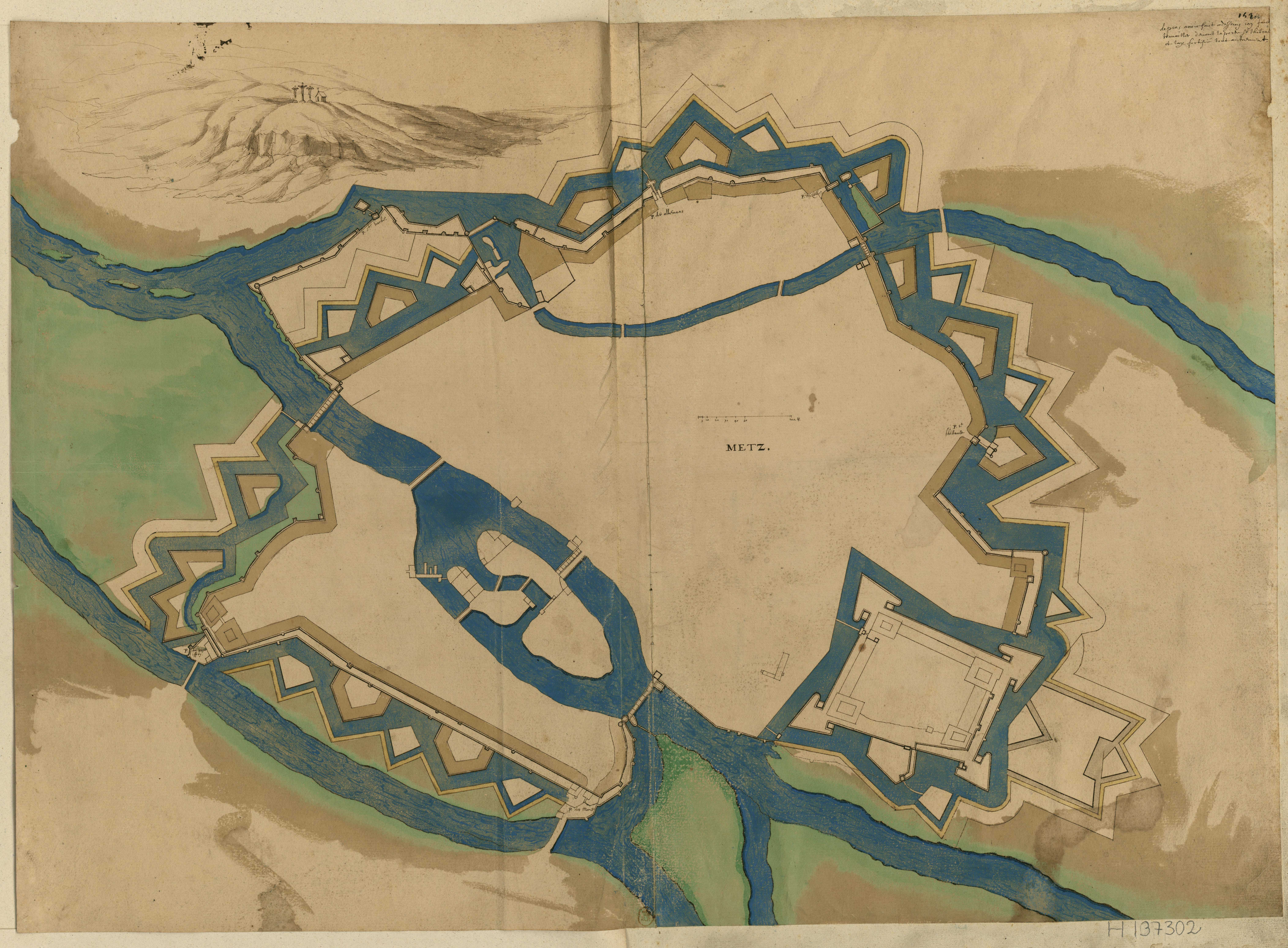
Dessin des fortifications de Metz, XVIIe siècle.

Louis XIV reconnait l’importance militaire de la ville et y envoie l’ingénieur Vauban pour examiner les fortifications. Ce dernier visite la place en 1675 et conclut : « Les autres places du royaume couvrent la province, Metz couvre l’État ». Ses plans sont en partie suivis en 1676, puis repris au début du XVIIIe siècle par son élève Louis de Cormontaigne. À cette époque, une partie des portes et remparts médiévaux est démolie et remplacée par de nouveaux ouvrages fortifiés. L’édification d’une double couronne de fortification est confiée à l’ingénieur militaire Louis de Cormontaigne, en sa qualité de directeur des places fortes des Évêchés, charge qu’il conserva de 1728 à 1749. La construction du fort de Bellecroix doit protéger le front de la basse Seille, alors que le fort Moselle protège le front de la Moselle au nord-ouest. Cormontaigne conçoit les doubles couronnes en miroir.

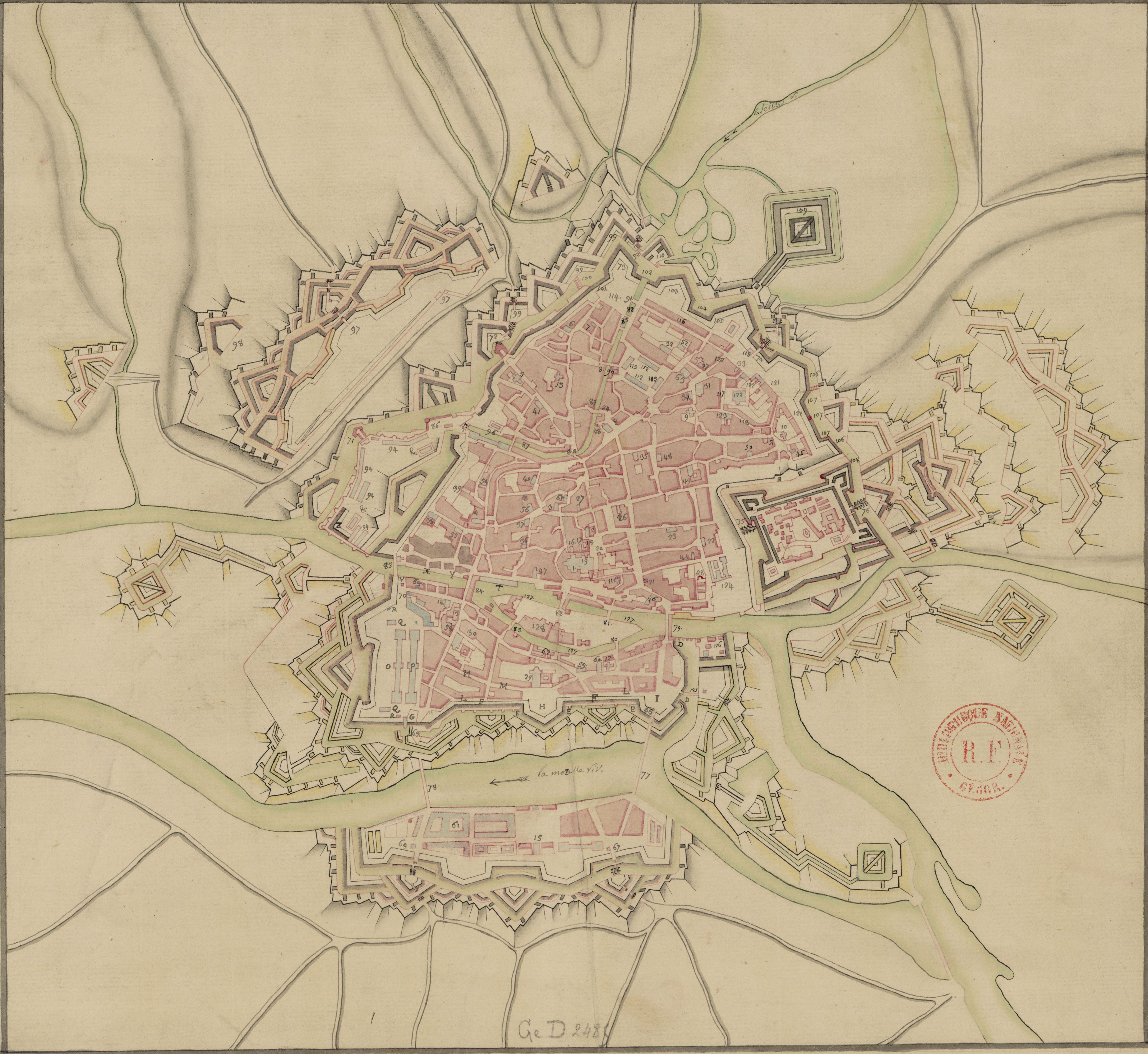
Plan du 1er juillet 1749, où sont marqués les ouvrages et augmentations construits depuis 1727.

Jusqu’au début du XVIIIe siècle, les soldats étaient logés chez l’habitant, ce qui ne manquait pas de créer des problèmes entre la population civile et la garnison. De 1726 à 1731, l’évêque Henri du Cambout de Coislin fait construire à ses frais une immense caserne sur le Champ-à-Seille pour loger l’infanterie. Au fort Moselle, on construit un hôpital militaire royal pouvant accueillir 2 000 malades et un corps de caserne d’artillerie. Un corps de caserne de cavalerie est construit à Chambière de 1732 à 1736. Du Moyen Âge jusqu’à la fin du XIXe siècle, le quartier de l’Amphithéâtre sert de glacis pour les fortifications au sud de la cité. Cormontaigne fait édifier en 1737 la redoute de la Seille selon les plans de Vauban : un fort bastionné en avant des fortifications, à l’emplacement de l’ancien amphithéâtre gallo-romain. Le sud de la ville reçoit également une ligne de remparts en 1739. Les nouvelles constructions militaires permettent de recevoir 10 000 hommes et 2 000 chevaux. L’ensemble de la ville est alors bastionné, rendant sa prise improbable.
À cette époque, Metz compte encore trois autres casernes, aujourd’hui disparues : la caserne de la Haute-Seille, construite en 1754, formée de deux pavillons pour le logement des officiers d’artillerie ; la caserne de la Citadelle, composée de baraquements, bâtie en 1755 aux frais du roi, de qualité médiocre ; et la caserne du quai Saint-Pierre, bâtie par la ville en 1691 pour loger les troupes de passage. Augmentée en 1745, cette dernière fut détruite avant 1817. Cette longue tradition militaire se traduit également à Metz par les écoles militaires qui s’y sont succédé.
Voir aussi :
- Fort de Bellecroix
- Fort Moselle

## Époque contemporaine

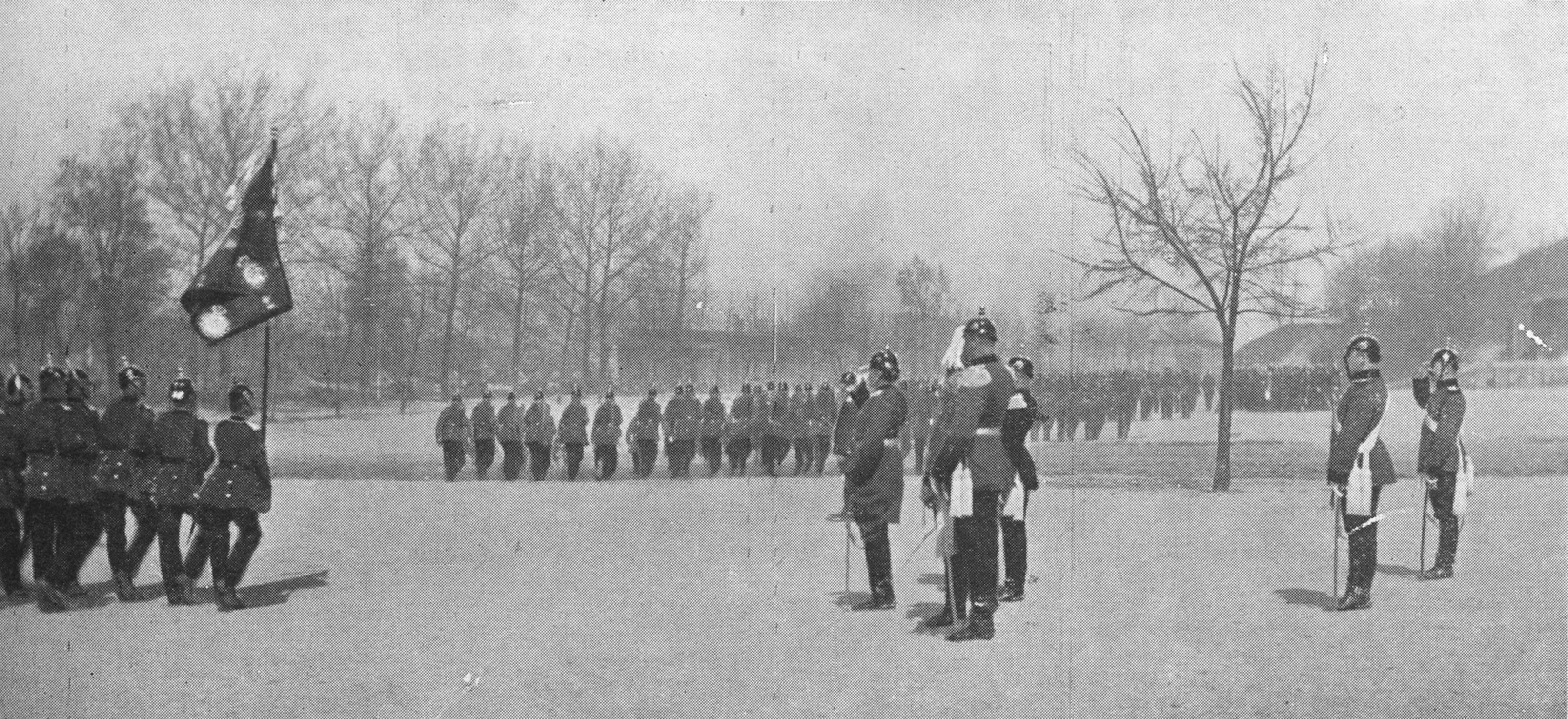
Remise du drapeau au 8e régiment d’artillerie à pied, le 22 avril 1900, à la caserne Steinmetz.

Metz retrouve son rôle de place forte frontière, dès les premières années de la Restauration. Les fortifications voulues par le maréchal Belle-Isle sont renforcées et développées. Des ponts-levis à contrepoids variables remplacent les ponts dormants sur les rivières, les portes et les remparts de la place sont entièrement reconstruits. La lunette de la Cheneau, ou fort Gisors, est construite de 1822 à 1831. Avant l’invention de l’artillerie rayée, la place de Metz était considérée comme imprenable. Au cours du XIXe siècle, les progrès de l’artillerie obligèrent les ingénieurs français à concevoir un nouveau système défensif autour de la place forte de Metz, la première ceinture fortifiée. Le maréchal Niel affecte une somme de douze millions de francs or à la construction de ces forts, qui débute dans l’urgence en 1868. Ce dispositif est à l’origine composé de quatre forts avancés et détachés, les forts du Saint-Quentin et de Plappeville à l’ouest, et les forts de Saint-Julien et de Queuleu à l’est. Ce dispositif, conçu notamment par le colonel Séré de Rivières, était inachevé en 1870. 
Pour ce point stratégique majeur pour la défense de l’empire, l’état-major allemand poursuivit sans discontinuer les travaux des fortifications jusqu’à la Première Guerre mondiale. L’empereur Guillaume II, qui venait régulièrement à Metz pour inspecter les travaux, déclara à ce propos « Metz et son corps d’armée constituent une pierre angulaire dans la puissance militaire de l’Allemagne, destinée à protéger la paix de l’Allemagne, voire même [sic] de toute l’Europe, paix que j’ai la ferme volonté de sauvegarder. »
Dans un premier temps, le système défensif composé de quatre forts fut complété par la construction de sept autres forts, par les ingénieurs militaires allemands, entre 1871 et 1898. Dans un second temps, la première couronne de forts fut doublée par une seconde ceinture fortifiée, composée de neuf groupes fortifiés, entre 1899 et 1916.
Les forts sont généralement composés de plusieurs grandes casernes entourées de blockhaus plus petits. Les casernes, enterrées sur trois côtés, tournent le dos aux tirs ennemis, n’offrant aux regards qu’une façade appareillée pour les plus anciennes, ou bétonnée pour les plus récentes. Les casernes ont généralement des murs de plus de deux mètres d’épaisseur et une couverture de plusieurs mètres de terre compactée, souvent renforcée par une chape de béton d’un à deux mètres d’épaisseur. Des tunnels souterrains relient la plupart des structures entre elles. Les forts les plus anciens sont entourés de larges tranchées, véritables douves sèches dont la profondeur atteint parfois une dizaine de mètres. Ces forts étaient en outre entourés d’un réseau dense de fil de fer barbelé.
Aujourd’hui, outre ces forts avancés, de nombreuses casernes et terrains militaires dans l’agglomération messine et les communes avoisinantes rappellent encore le passé militaire de la ville de Metz. Parmi celles-ci, il faut citer les anciennes casernes du Cloître, de Chambière, du fort Moselle, ou du Génie. Dans les années 1890, Metz devient la plus grande place forte d’Europe. Alors que Metz se débarrasse de son carcan bastionné hérité du XVIIIe siècle, un palais de l’intendance, un palais du Gouverneur, un nouvel hôpital militaire et de nombreuses casernes se construisent pour répondre aux besoins de la nouvelle garnison allemande, qui oscille entre 15 000 et 20 000 hommes au début de la période, et dépasse 25 000 hommes avant la Première Guerre mondiale. Parmi celles-ci, il convient de citer les casernes Ney, Barbot, de Lattre de Tassigny, Desvallières, Steinmetz, Grandmaison, Bridoux, Serret, Raffenel, Roques, Dupuis, Colin, Riberpray, Lizé et Raymond. Un tribunal militaire, une école de guerre, de nombreuses dépendances et plusieurs arsenaux complétaient par ailleurs ces infrastructures militaires.